# پائولا اسکوبار
پائولا اسکوبار (انگلیسی: Paula Escobar؛ زادهٔ ۱۹۶۸) ویراستار، ستون‌نویس، مقاله‌نویس، آموزگار، و مؤلف (پدیدآور) اهل شیلی است.
وی همچنین برندهٔ جوایزی همچون ۱۰۰ زن بی‌بی‌سی شده‌است.